# جائزة أوروبا الكبرى 1994
جائزة أوروبا الكبرى 1994 هو سباق فورمولا 1 أقيم بتاريخ 16 أكتوبر 1994 في حلبة خيريز، شريش، إسبانيا. كان الرابع عشر من أصل 16 في بطولة العالم لسباقات الفورمولا واحد موسم 1994. حلّ الألماني مايكل شوماخر أولا بينما جاء البريطاني دامون هيل في المركز الثاني وحصل على المركز الثالث الفنلندي ميكا هاكينن.